# Loma de los Pichones
Loma de los Pichones är en ort i Mexiko.   Den ligger i kommunen Tierra Blanca och delstaten Veracruz, i den sydöstra delen av landet, 300 km öster om huvudstaden Mexico City. Loma de los Pichones ligger 47 meter över havet och antalet invånare är 155.
Terrängen runt Loma de los Pichones är platt, och sluttar österut. Runt Loma de los Pichones är det ganska tätbefolkat, med 65 invånare per kvadratkilometer. Trakten runt Loma de los Pichones består till största delen av jordbruksmark.